# Pictilabrus viridis
Pictilabrus viridis är en fiskart som beskrevs av Russell, 1988. Pictilabrus viridis ingår i släktet Pictilabrus och familjen läppfiskar. IUCN kategoriserar arten globalt som livskraftig. Inga underarter finns listade i Catalogue of Life.